# 申瑤
申瑤（?—?），字鹤翔，山西壺關縣人，清朝政治人物，進士出身。
乾隆五十四年，登进士，授兵部主事、员外郎、郎中，河南道监察御史，安徽卢州府、安庆府知府，调苏州府知府，再调安徽芜湖兵备道。